# Sonia O'Sullivan
Sonia O'Sullivan (Cork, 28 de novembro de 1969) é uma ex-atleta irlandesa, especializada em corrida de meio-fundo e de longa distância. Foi campeã mundial dos 5 000 metros em Gotembugo 1995 e medalhista de prata nos Jogos de Sydney 2000. Além de seu título mundial, também tem três medalhas de ouro no Campeonato Europeu de Atletismo em distâncias entre 3000 m e 10 000 m e é bicampeã mundial de cross-country.